# Kajzer
Kajzer je priimek v Sloveniji, ki ga je po podatkih Statističnega urada Republike Slovenije na dan 1. januarja 2010 uporabljalo 269 oseb.

## Znani nosilci priimka
- Alenka Kajzer, makroekonomistka, namestnica direktorja Umar
- Andraž Kajzer
- Dušan Kajzer, arhitekt
- Janez Kajzer (*1938), pisatelj, prevajalec, novinar in publicist
- Julija Bežek-Kajzer, arhitektka
- Kaja Kajzer (*2000), judoistka
- Luka Kajzer, oblikovalec/arhitekt?
- Marjeta Novak-Kajzer (*1951), pisateljica, prevajalka, novinarka in urednica
- Mihela Kajzer (-Cafnik), arheologinja, konservatorka
- Rok Kajzer, novinar, urednik
- Rok Kajzer Nagode (*1992), filmski snemalec, direktor fotografije
- Štefan Kajzer (*1938), ekonomist, kibernetik
- Silva Kajzer, arhitektka
- Tone Kajzer (*1966), diplomat, predsednik Slovenske konference SSK